# Глибочківський НВК
Глибочківський НВК І-ІІ ступенів Тальнівської районної ради Черкаської області
Адреса: с.Глибочок, вул. Леніна, 27 Тальнівського району Директор: Дробина Віталій Михайлович вчитель фізики, інформатики спеціаліст  першої  категорії
У селі функціонувала церковно-парафіяльна школа, заснована на початку 60-х років 19 ст. У 1912 р. по селу Глибочку шкільним навчанням з 204 дітей було охоплено 113 підлітків (від 8-12 років). Рідко хто з дітей закінчував повний курс навчання. Вчителями були дячки. У програму навчання входило: закон божий, церковнослов’янське читання, церковний спів.
У 1910 р. у с. Глибочку функціонували 2 церковно-парафіяльні школи - однокласна з дворічним навчанням та двохкласна з чотирирічним навчанням. 
Після Великої Жовтневої революції в селі Радянська влада відкрила початкову школу, яка розмістилась в тому ж будинку. А в 1930 році школа була перетворена в семирічну. В ній навчалось 170 учнів. Першим завідувачем школи був Міньковський Іван Євгенійович. З 1939 року завідувала Ліопко Марія Кузьмівна. В період тимчасової окупації села німецько-фашистськими загарбниками школа була закрита. Після визволення села Радянською армією знову ж була відкрита семирічна школа. Її директором працювала Буцька Марія Юхимівна. З 1959 року школа стає восьмирічною. В 1967 році колгосп «Радянська Україна» завершив будівництво нового приміщення школи, в якому вона знаходиться і зараз.
За роки існування школа дала дорогу в світ багатьом талановитим людям, які сьогодні проживають в різних куточках світу. Це Булавка С.І. викладач військової академії (Росія), Соломко В.В. полковник МВС (Росія), Семенова Галина зав. кафедрою офтальмології, доктор медичних наук, професор, академік АМБН України, а також Кравчук А.М., Нерубайський А.І. та ін.
На даний час в школі працюють 16 педагогічних працівників. З числа вчителів 88% з вищою освітою, 14 вчителів мають І категорію, спеціалістів - 2. Сьогодні у школі навчається 52 учні. Комп’ютерне забезпечення: 10 комп”ютерів (2003 рік). Шкільна бібліотека є опорною в районі. В школі дії дитяча громадська організація «Чумацький шлях» та об’єднання молодших школярів «Барвінчата». Основні напрями роботи : - розвиток духовності, соціальної активності учнів;
- вивчення рідної мови, історії свого краю, коріння свого народу, спадщини,традиції, 
- пропаганда здорового способу життя; - розвиток творчої особистості, виховання почуття власної гідності; - екологічний напрямок та організація змістовного дозвілля. 
http://glybochok.edukit.ck.ua/ [Архівовано 1 квітня 2013 у Wayback Machine.] Наша сторінка на порталі ІСУО http://ck.isuo.org/schools/view/id/3865 [Архівовано 29 жовтня 2020 у Wayback Machine.]